# La Factoría de Ideas
La Factoría de Ideas fue una editorial española con sede en Madrid. Estuvo especializada en la publicación de juegos de rol hasta 2006, año en el que cesó su producción en ese ámbito. Era una de las más importantes, en lengua española, de novelas de fantasía, terror y ciencia ficción. La compañía quedó disuelta de manera oficial en diciembre de 2015 tras entrar en concurso de acreedores.

## Historia
Fundada en 1993 por Juan Carlos Poujade y Miguel Ángel Álvarez Blanco en la ciudad de Madrid, La Factoría de Ideas llegó a ser la más importante editorial especializada en juegos de rol en España. Hasta los primeros años del siglo XXI se la conocía, sobre todo, por su amplio catálogo de traducciones de los juegos de rol que la editorial estadounidense White Wolf ha creado para el universo de ficción conocido como Mundo de Tinieblas. En sus últimos años apenas publicaba dos o tres juegos de rol al año frente a los 150 que llegó a publicar en sus mejores años, a finales de los años 1990.
En el ámbito de las publicaciones periódicas, La Factoría de Ideas llevó a tiendas especializadas y kioscos de toda España cuatro revistas especializadas de periodicidad algo irregular: Solaris, dedicada a la literatura; Nemo, con los cómics como tema central; Dosdediez, enfocada a los juegos de rol; y Urza, iniciada en noviembre de 1994 y dedicada a las cartas coleccionables, especialmente las del juego Magic: The Gathering. Desde 2006 no publicaba ya ninguna de ellas, habiéndose enfocado en la edición de libros. Tras casi una década con una política de expansión editorial enfocada en la fantasía y la ciencia ficción con series como Malaz: El Libro de los Caídos, Harry Dresden y Honor Harrington o los libros de Peter F. Hamilton y Alastair Reynolds, la compañía cesó su actividad en diciembre de 2015 tras un año con cada vez menor comunicación en medios o redes sociales, el fin de la colaboración con la editorial Debolsillo y rumores sobre problemas económicos.

## Actividad
Si bien no era una de las mayores editoriales españolas, sí que era una de las más importantes en ese país, junto a Minotauro, en la publicación de ciencia ficción, terror y literatura fantástica en castellano. Se la conoció por la publicación de bestsellers, novelas negras, juveniles, románticas, thrillers, etc., cubriendo un amplio espectro de temas, habiéndose convertido en una editorial de tamaño medio, con una facturación de más de cuatro millones de euros.